# Петухівська сільська рада
Петухі́вська сільська рада (рос. Петуховский сельский совет) — сільське поселення у складі Ключівського району Алтайського краю Росії.
Адміністративний центр — село Петухи.

## Населення
Населення — 801 особа (2019; 1010 в 2010, 1263 у 2002).

## Склад
До складу сільської ради входять:
| Населений пункт     | Населення, осіб (2002) | Населення, осіб (2010) |
| ------------------- | ---------------------- | ---------------------- |
| Західний Угол, село | 212                    | 92                     |
| Новий Восток, село  | 0                      | -                      |
| Петухи, село        | 1051                   | 918                    |